# Palacio de Balsera
El palacio de Balsera o Sendón está situado en la localidad asturiana de Avilés (España). Antaño residencia privada, actualmente es la sede del Conservatorio municipal de música Julián Orbón.
Este palacio fue construido a principios del siglo XX, probablemente en 1917, por el arquitecto pontevedrés Antonio Palacios para Victoriano Fernández Balsera, un rico comerciante avilesino. El edificio «a medio camino entre el modernismo y el eclecticismo» se caracteriza por «un interesante juego de volúmenes ascendentes, desde el chaflán curvado en el ángulo a la esbelta torre de inspiración historicista».
Está decorado de forma profusa y el interior se conserva en perfecto estado.
Ha sido declarado Bien de Interés Cultural con categoría de Monumento el 3 de octubre de 1991.

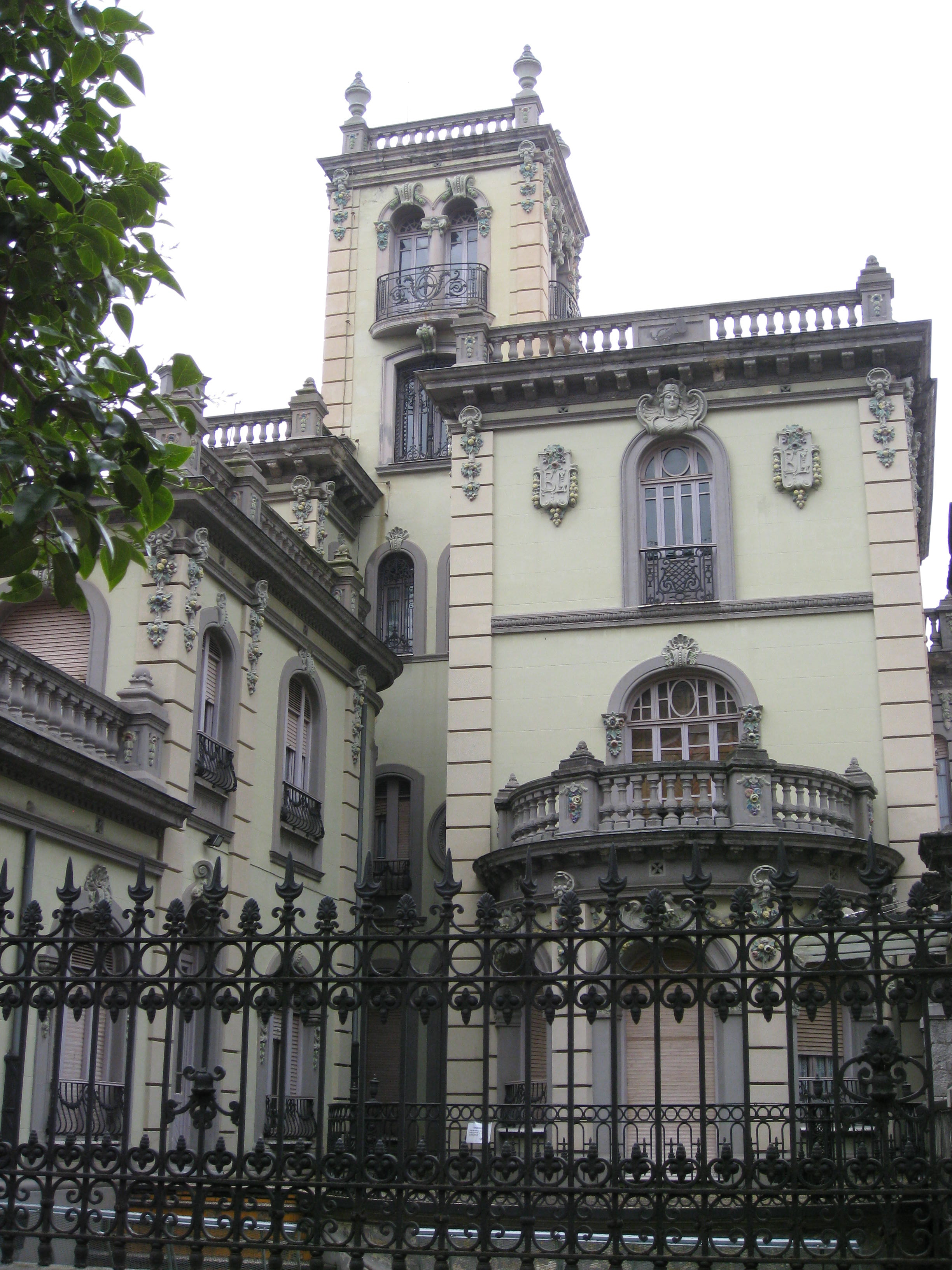
Parte trasera del palacio.